# Henry Lowther (homme politique)
Henry Cecil Lowther, (1790-1867) est un homme politique conservateur britannique et un joueur de cricket amateur qui joue au cricket de 1819 à 1843. Il est le deuxième fils de William Lowther (1er comte de Lonsdale), et de son épouse, Augusta Fane. Il devient le père de la Chambre de 1862 à sa mort.

## Carrière
Né le 27 juillet 1790 à Lowther Castle, dans le Westmorland, il fait ses études à la Westminster School. Il entre dans l'armée le 16 juillet 1807 en tant que cornette chez le 7th Hussars. Il est promu lieutenant le 21 juillet 1808 et capitaine le 4 octobre 1810. Il sert avec les 7e hussards lors de la campagne de 1809 en Espagne, notamment lors des batailles de Mayorga, Sahagún, Benevente et de la retraite à La Corogne. De 1812 à 1814, il est dans l'armée de Wellington pendant la Guerre d'indépendance espagnole et est fait major le 10 novembre 1815 par les 10th Royal Hussars. Il reçoit la médaille péninsulaire à trois agrafes après la guerre. Le 20 avril 1817, il entre au 12e régiment d'infanterie en tant que lieutenant-colonel, grade auquel il se retire avec une demi-solde. En 1830, il passe au 44e régiment d'Infanterie. Il est nommé colonel de la milice royale de Cumberland en 1830.
Élu pour la première fois en 1812 pour Westmorland, une circonscription de longue date dans le giron de la famille, il reste élu jusqu’à sa mort, le 6 décembre 1867, à Barleythorpe Hall, Rutland. En 1862, alors qu'il est le dernier député élu sous le règne de George III, il est père de la Chambre. À sa mort, Thomas Peers Williams lui succède.

## Carrière de cricket
Il est principalement associé à Marylebone Cricket Club (MCC), et fait 47 apparitions connues dans des matchs de première classe. Il a joué pour les Gentlemen dans la série Gentlemen v Players et a également joué pour Hampshire et Surrey.

## Famille
Il épouse Lucy Eleanor Sherard, fille de Philip Sherard, 5e comte de Harborough, le 19 mai 1817. Ils ont sept enfants :
- Eleanor Cecily Lowther (décédée le 24 novembre 1894), mariée à John Talbot Clifton le 22 avril 1844
- Augusta Mary Lowther (décédée le 11 janvier 1916), mariée à Gérard Noel
- Henry Lowther (3e comte de Lonsdale) (1818-1876)
- Arthur Lowther (12 juillet 1820 - 15 février 1855)
- William Lowther (diplomate) (1821-1912)
- Constantia Lowther (1831–1864), épouse Robert Blücher Wood